# Parancistrocerus pedestris
Parancistrocerus pedestris är en stekelart som först beskrevs av Henri Saussure 1856.  Parancistrocerus pedestris ingår i släktet Parancistrocerus och familjen Eumenidae. Utöver nominatformen finns också underarten P. p. bifurcus.